# Philippus van Ommeren
Philippus van Ommeren (Rotterdam, 28 november 1861 - Wassenaar, 10 september 1945) was een Nederlandse reder, havenbaron en ondernemer. Hij was onder meer directeur van de Rotterdamse rederij NV Phs. van Ommeren's Scheepvaartbedrijf. Ook was hij van 1894 tot 1922 lid, en vanaf 1908 vicevoorzitter van de Kamer van Koophandel te Rotterdam.

## Biografie
Van Ommeren werd in 1861 geboren als lid van een geslacht van cargadoors en zeevaartondernemers. Zijn grootvader Philippus van Ommeren (1807-1888), die in 1839 het familiebedrijf had opgericht, liet in 1872-1873 de kapitale Rotterdamse buitenplaats Welgelegen bouwen. Zijn vader Philippus van Ommeren (1838-1868) stierf toen Philippus jr. zes jaar oud was. Hij volgde de H.B.S. in Rotterdam en trad in 1878 in dienst van de firma Van Ommeren, waar hij intern zijn verdere scholing verkreeg. Reeds in 1884 werd hij deelgenoot van de firma. Ook werd hij deelgenoot van de gerelateerde firma 'Van Es & Van Ommeren' te Amsterdam. Van Ommeren trad toe in een periode van veranderingen, toen de onderhavige firma's zich terugtrokken als rederijen van eigen zeilschepen, ten gunste van de functie van cargadoor. Zelf zou Van Ommeren in de jaren 90 van de negentiende eeuw de terugkeer van de firma als rederij mede vorm geven.
Het relatief ongeregelde familiebedrijf werd uiteindelijk in 1922 omgezet in een Naamloze Vennootschap, waarbij Van Ommeren tot president-commissaris werd benoemd van een inmiddels groot bedrijf. In 1931 trok Van Ommeren zich terug uit de leiding van de firma, waarop hij in 1932 werd benoemd tot erevoorzitter van de raad van commissarissen.
Van Ommeren was ook sterk betrokken bij de stad Rotterdam. Dit blijkt bijvoorbeeld uit het feit dat hij samen met zijn broer P.J. van Ommeren het carillon voor het in 1920 in gebruik genomen stadhuis van Rotterdam heeft geschonken.

## Liefdadigheid
Philippus van Ommeren trouwde in 1888 met Wilhelmina Alida de Voogt. Met zijn vrouw richtte hij de "Van Ommeren-de-Voogt Stichting" op. Deze stichting had als doel om hulp te bieden aan de minderbedeelden. In 1931 is met hulp van deze stichting het Johannahuis aan de Schouwweg in Wassenaar gebouwd, dat zich in de loop van de jaren heeft ontwikkeld tot een volwaardig verzorgingshuis. Omdat het gebouw niet meer kon voldoen aan de moderne eisen voor wonen met zorg, werd een nieuw complex gebouwd: de in 2005 geopende Seniorenresidentie Van Ommerenpark.